# Cioccolato delle forze armate svizzere

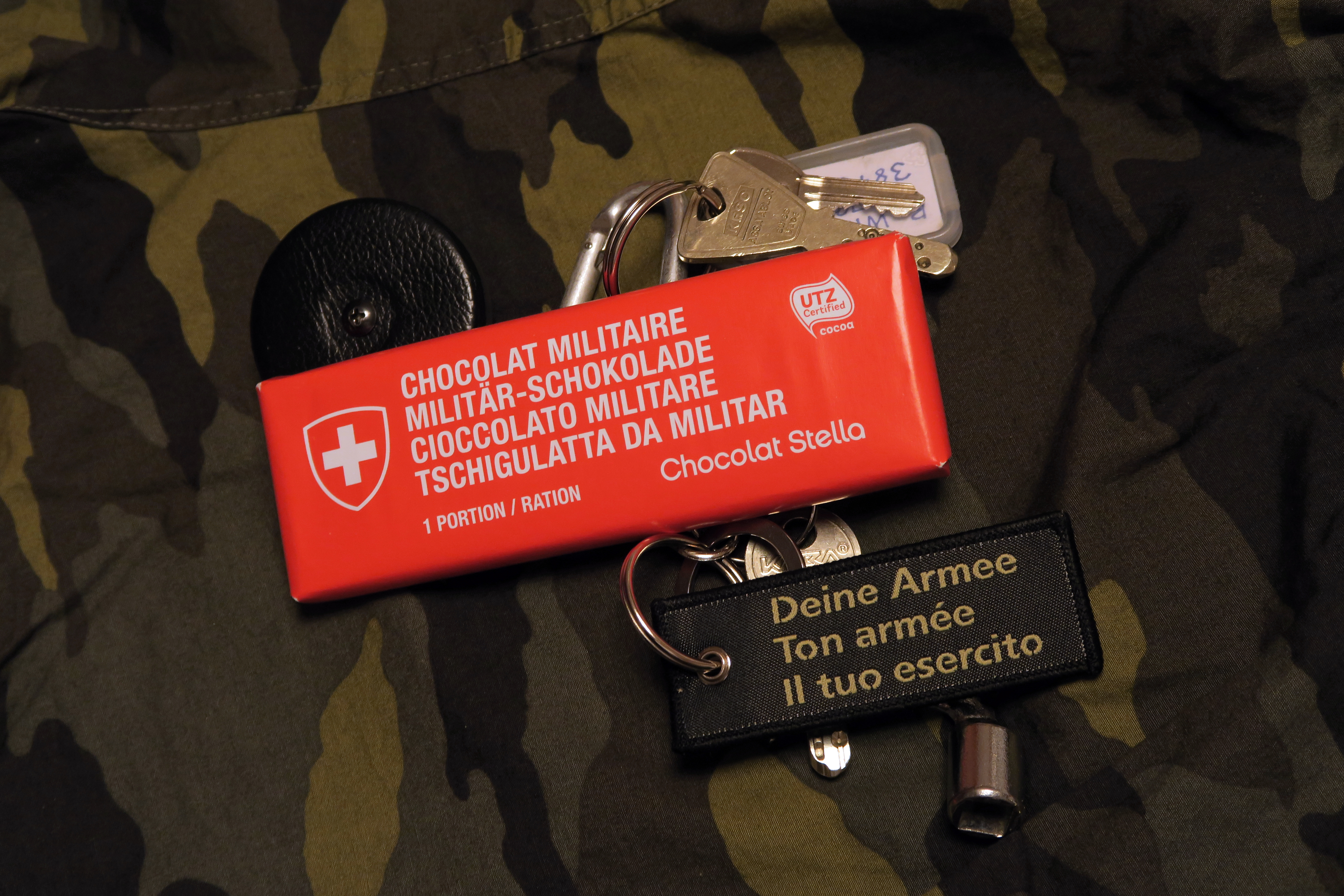
Swiss Military chocolate

Il cioccolato militare (tedesco: Militärschokolade; francese: chocolat militaire; romancio: tschigulatta da militar) è una componente alimentare delle forze armate svizzere.

## Storia

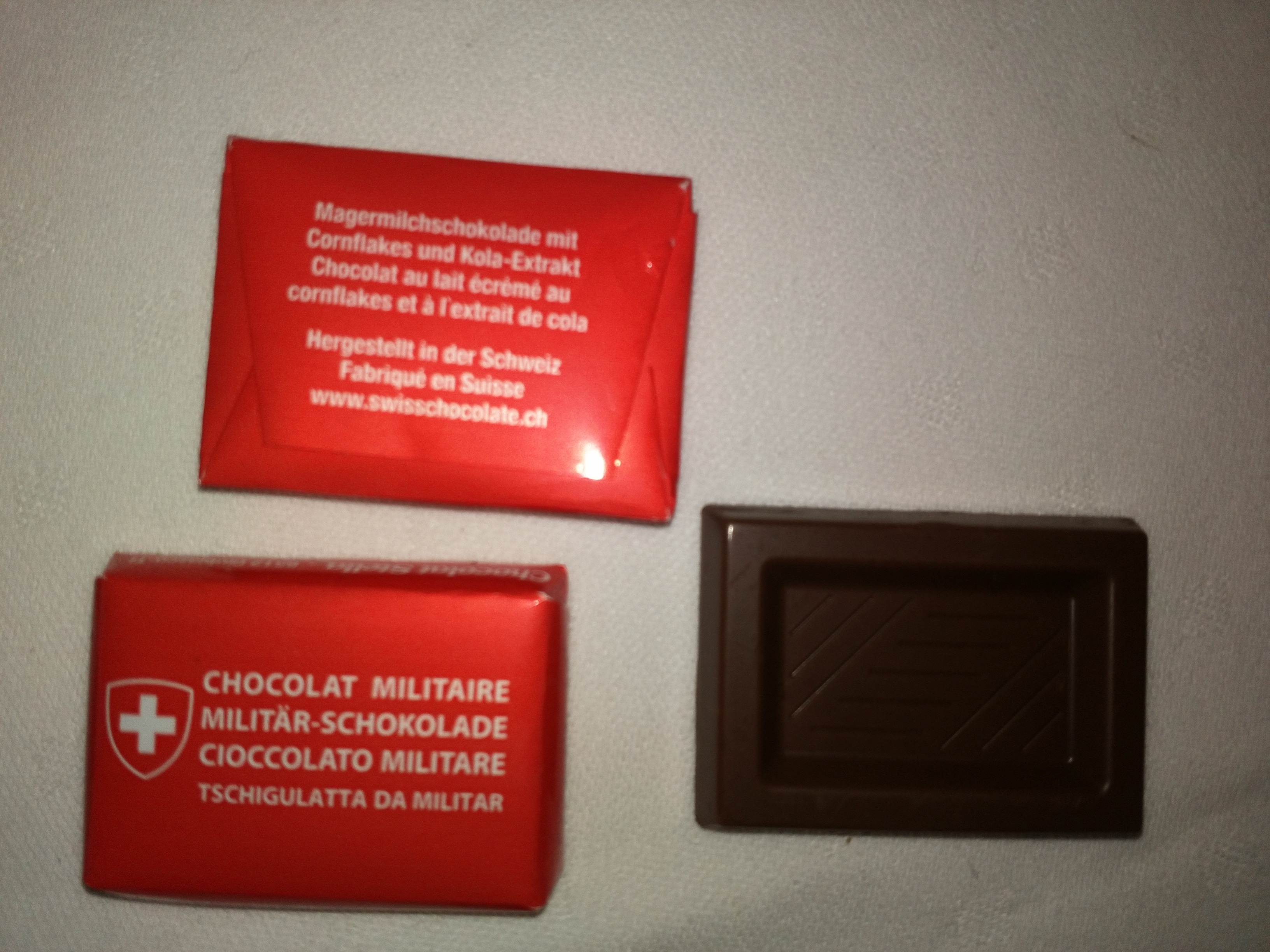
Military chocolate Napolitains

Cioccolato militare ha un alto valore nutritivo, la facilità di preparazione e la buona trasportabilità rendevano il cioccolato un alimento militare ideale che i soldati potevano portare facilmente con sé. Dall'inizio degli anni '70 dell'Ottocento, Suchard cercò di introdurre nell'esercito svizzero una polvere di cioccolato a buon mercato, fatta appositamente, come nuova bevanda per la colazione e per questo scopo inviò il suo "cioccolato militare" a varie caserme e comandanti di truppe che avrebbero dovuto testare il nuovo prodotto. Il cioccolato divenne più diffuso in campo militare con lo scoppio della prima guerra mondiale, quando le fabbriche di cioccolato furono mobilitate per rifornire le truppe. Con l'aumento della carenza di cibo e il deterioramento della dieta, i benefici del cioccolato come alimento divennero rapidamente evidenti. Nel 1919 si affermò che il cacao e il cioccolato avevano ormai "ampiamente sostituito il caffè della colazione" nell'esercito svizzero e già nel 1917 Theodor Tobler aveva valutato il cambiamento come segue: "Se fosse prima della guerra il sesso femminile insieme ai bambini rappresentava il principale contingente di consumatori di cioccolato, quindi ora gli uomini degli eserciti in particolare hanno imparato a bere cacao e a mangiare cioccolato".